# L.A. Crash (Fernsehserie)
L.A. Crash (Originaltitel: Crash) ist eine US-amerikanische Fernsehserie, deren Filmkonzept an den gleichnamigen Film angelehnt ist. In den Hauptrollen sind unter anderem zu sehen: Dennis Hopper als ein zynischer Plattenproduzent, Jocko Sims als sein Assistent, Ross McCall und Nick Tarabay als zwei Polizisten, die sich nicht immer an das Gesetz halten, sowie Moran Atias und Brian Tee.
Das Episodendrama beleuchtet Rassismus, Intoleranz und Sprachlosigkeit in Los Angeles.

## Besetzung
| Rolle                  | Schauspieler    | Staffel | Gast | Deutsche Synchronsprecher |
| ---------------------- | --------------- | ------- | ---- | ------------------------- |
| Ben Cendars            | Dennis Hopper   | 1–2     |      | Joachim Kerzel            |
| Kenny Battaglia        | Ross McCall     | 1–2     |      | Felix Spieß               |
| Anthony Adams          | Jocko Sims      | 1–2     |      | Matti Klemm               |
| Inez                   | Moran Atias     | 1–2     |      | Gundi Eberhard            |
| Amy Battaglia          | Heather Mazur   | 1–2     |      | Heide Domanowski          |
| Seth Blanchard         | Eric Roberts    | 2       |      | Bernd Rumpf               |
| Jimmy                  | Dana Ashbrook   | 2       |      | Jaron Löwenberg           |
| Maggie Cheon           | Linda Park      | 2       |      | Ghadah Al-Akel            |
| Bo                     | Jake McLaughlin | 2       |      | Alexander Doering         |
| Detektiv Adrian Cooper | Tom Sizemore    | 1       |      | Eberhard Haar             |
| Christine Emory        | Clare Carey     | 1       |      | Silke Matthias            |
| Eddie Choi             | Brian Tee       | 1       |      | Karlo Hackenberger        |
| Cesar Uman             | Luis Chávez     | 1       |      | Nico Mamone               |
| Detektiv Axel Finet    | Nick E. Tarabay | 1       |      | Michael Deffert           |
| Bebe Arcel             | Arlene Tur      | 1       |      | Vera Teltz                |

## Ausstrahlung
In den USA lief die erste Staffel zwischen dem 17. Oktober 2008 und dem 9. Januar 2009 auf Starz. Die erste Staffel umfasst 13 Episoden. Starz bestellte dann eine zweite Staffel mit weiteren 13 Folgen. Danach wurde die Serie nicht fortgesetzt.
In Deutschland wurde die erste Staffel zwischen dem 17. August 2009 und dem 9. November 2009 auf dem Pay-TV-Sender FOX ausgestrahlt.
Die Ausstrahlung der zweiten Staffel startete in den USA am 18. September 2009 und endete am 18. Dezember 2009. Der FOX Channel zeigt die zweite Staffel seit dem 1. August 2011.

## Episodenliste

### Staffel 1
| Nummer (gesamt) | Nummer (Staffel) | Originaltitel                   | Deutscher Titel           | Erstausstrahlung (Starz) | Erstausstrahlung (FOX) |
| --------------- | ---------------- | ------------------------------- | ------------------------- | ------------------------ | ---------------------- |
| 01              | 01               | Crash                           | Kollisionen               | 17. Oktober 2008         | 17. August 2009        |
| 02              | 02               | The Doctor Is In                | Der Doktor ist da         | 17. Oktober 2008         | 24. August 2009        |
| 03              | 03               | Panic                           | Die Chance                | 24. Oktober 2008         | 31. August 2009        |
| 04              | 04               | Railroaded                      | Abgeschoben               | 31. Oktober 2008         | 7. September 2009      |
| 05              | 05               | Your Ass Belongs to the Gypsies | Jetzt bist du dran        | 7. November 2008         | 14. September 2009     |
| 06              | 06               | Clusterf**k                     | Sippenhaft                | 14. November 2008        | 21. September 2009     |
| 07              | 07               | Los Muertos                     | Der Schamane              | 21. November 2008        | 28. September 2009     |
| 08              | 08               | Three Men and a Bebe            | Drei Männer und eine Bebe | 5. Dezember 2008         | 5. Oktober 2009        |
| 09              | 09               | Pissing in the Sandbox          | Angepisst                 | 12. Dezember 2008        | 12. Oktober 2009       |
| 10              | 10               | The Future Is Free              | Die Zukunft ist gratis    | 19. Dezember 2008        | 19. Oktober 2009       |
| 11              | 11               | F-36, Sprint Left, T-4          | Winkelzüge                | 26. Dezember 2008        | 26. Oktober 2009       |
| 12              | 12               | Ring Dings                      | Ausgetrickst              | 2. Januar 2009           | 2. November 2009       |
| 13              | 13               | The Pain Won’t Stop             | Der Schmerz bleibt        | 9. Januar 2009           | 9. November 2009       |

### Staffel 2
| Nummer (gesamt) | Nummer (Staffel) | Originaltitel                      | Deutscher Titel               | Erstausstrahlung (Starz) | Erstausstrahlung (FOX) |
| --------------- | ---------------- | ---------------------------------- | ----------------------------- | ------------------------ | ---------------------- |
| 14              | 01               | You Set the Scene                  | Alte und neue Spieler         | 18. September 2009       | 1. August 2011         |
| 15              | 02               | Always See Your Face               | Gottes Stimme                 | 25. September 2009       | 8. August 2011         |
| 16              | 03               | The World’s a Mess/It’s in My Kiss | Zwei Schüsse                  | 2. Oktober 2009          | 15. August 2011        |
| 17              | 04               | Can't Explain                      | Der Verdacht                  | 9. Oktober 2009          | 22. August 2011        |
| 18              | 05               | You, I’ll Be Following             | Die Offenbarung               | 16. Oktober 2009         | 29. August 2011        |
| 19              | 06               | No Matter What You Do              | Ein Freundschaftsdienst       | 30. Oktober 2009         | 5. September 2011      |
| 20              | 07               | Johnny Hit and Run Pauline         | Der Abschied                  | 6. November 2009         | 12. September 2011     |
| 21              | 08               | You Set the Scene                  | Die Vergangenheit ruht nicht  | 13. November 2009        | 19. September 2011     |
| 22              | 09               | Endangered Species                 | Blackout                      | 20. November 2009        | 26. September 2011     |
| 23              | 10               | Master of Puppets                  | Suchen und Finden             | 27. November 2009        | 3. Oktober 2011        |
| 24              | 11               | Calm Like a Bomb                   | Ich bin das Licht             | 4. Dezember 2009         | 10. Oktober 2011       |
| 25              | 12               | All Allone Or…                     | Die Kinder von Charles Manson | 11. Dezember 2009        | 17. Oktober 2011       |
| 26              | 13               | Los Angeles                        | Los Angeles                   | 18. Dezember 2009        | 24. Oktober 2011       |

## DVD-Veröffentlichung
In Deutschland erschien die erste Staffel der Serie am 4. Dezember 2009 auf DVD. Neben den 13 Episoden enthält diese außerdem ein ca. 20-minütiges „Behind the Scenes“ als Bonusmaterial.